# Claxton Welch
Claxton Nathaniel Welch (* 3. Juli 1947 in Portland, Oregon, USA) ist ein ehemaliger American-Football-Spieler in der National Football League (NFL).

## Spielerlaufbahn
Claxton Welch studierte an der University of Oregon. Nach seinem Studium wurde er 1969 von den Dallas Cowboys in der neunten Runde an 230. Stelle gedraftet. Trainer der Cowboys war Tom Landry, der aus der Mannschaft ein Spitzenteam geformt hatte. Welch wurde überwiegend als Blocker von Runningback Calvin Hill eingesetzt. Welch konnte in seinem Rookiejahr mit den Cowboys in die Play-offs einziehen. Die Mannschaft schied allerdings früh aus. Die Cleveland Browns gewannen das Spiel mit 38:14.

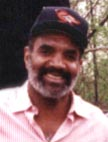
Calvin Hill

Im Jahr 1970 spielte Welch zunächst für die New Orleans Saints, kehrte aber nach kurzer Zeit zu den Cowboys zurück und gewann mit seinem Team das NFC Championship Game. Im Endspiel konnten die San Francisco 49ers mit 17:10 besiegt werden. Der Sieg bedeutete die Qualifikation für den Super Bowl. Im Super Bowl IV traf man auf die von Don McCafferty trainierten Baltimore Colts und verlor mit 16:13. Im folgenden Jahr gelang der Mannschaft von Claxton erneut der Einzug in den Super Bowl, nachdem man im NFC-Endspiel erneut die 49ers mit 14:3 schlagen. konnte. Im Super Bowl wurden dann die von Don Shula trainierten Miami Dolphins mit 24:3 besiegt. Nach einem Spiel für die New England Patriots in der Saison 1972 beendete Welch seine Laufbahn.